# Lin Shinchuan
Lin Shinchuan (chinesisch 林诗铨, * um 1955) ist ein chinesischer Badmintonspieler. 

## Karriere
Lin Shinchuan gewann bei den Asienspielen 1978 Silber im Herrendoppel mit Tang Xianhu und ebenfalls Silber mit dem chinesischen Herrenteam. Ein Jahr später siegte er bei den chinesischen Nationalspielen im Herrendoppel.